# أتلانتا دريم
أتلانتا دريم (بالإنجليزية: Atlanta Dream)‏ هو فريق كرة سلة أمريكي للمحترفات، تأسس في سنة 2007 يقع في أتلانتا ويدربه مايكل كوبر. يلعب في دوري الاتحاد الوطني لكرة السلة النسائية. يدربه حاليا مايكل كوبر.

## وصلات خارجية
- الموقع الرسمي